# Toyota Pod

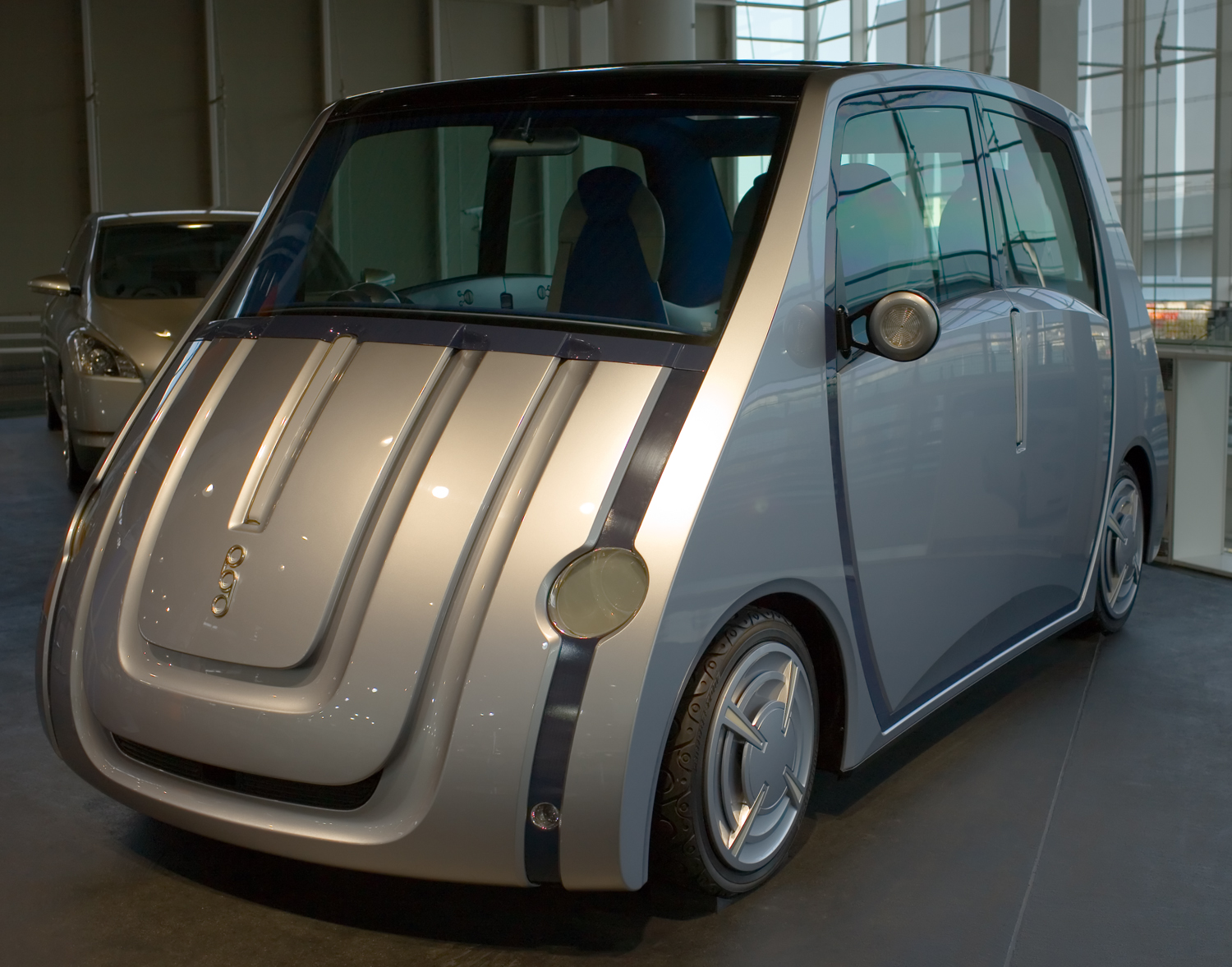
O Toyota Pod.

O Pod é um carro-conceito desenvolvido pela Toyota e apresentado em 2001, na Tokyo Motor Show, em colaboração com a Sony. O carro é também apresentado no jogo Gran Turismo Concept, para a PlayStation 2.